# Impero bulgaro

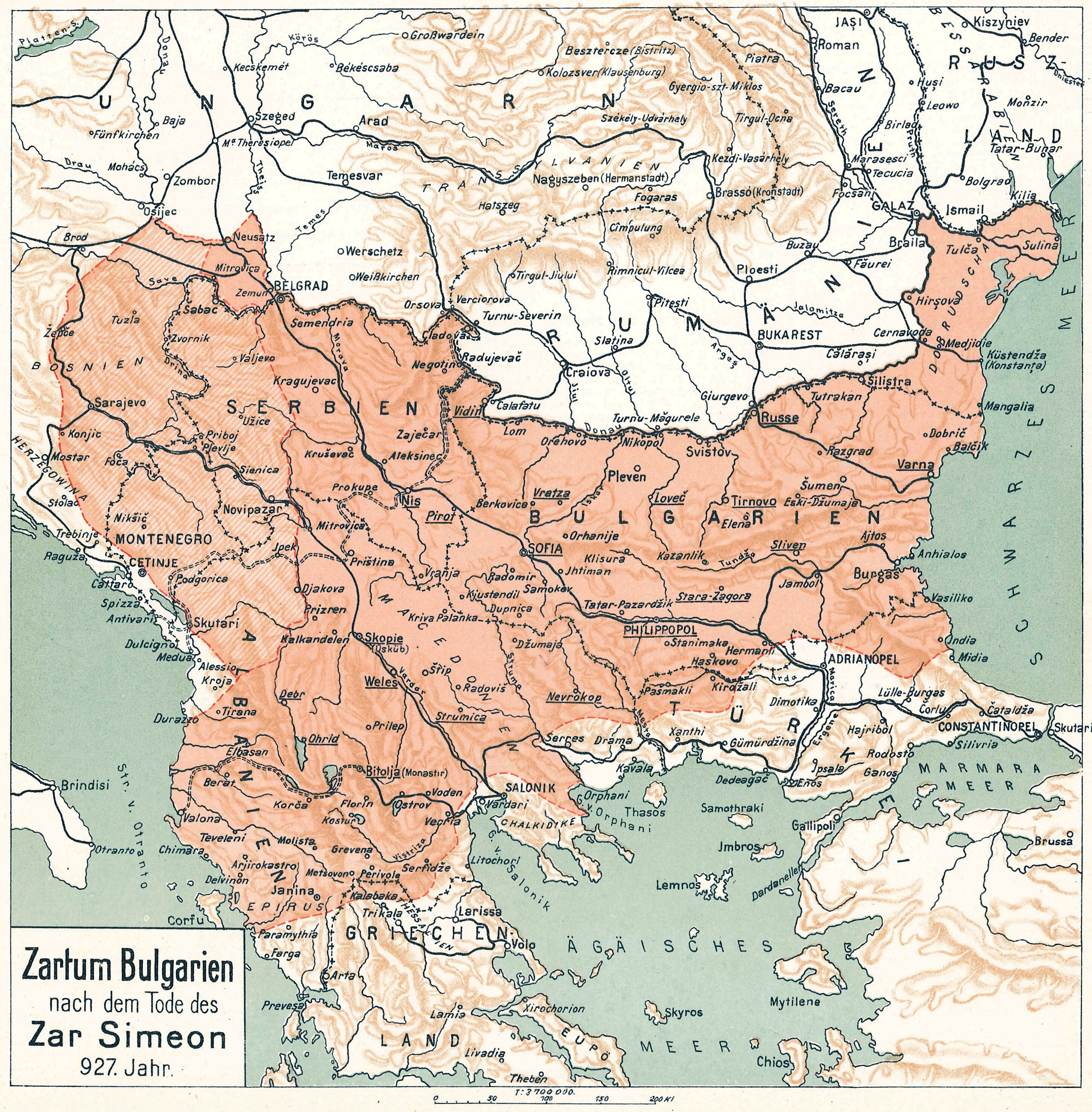
Impero bulgaro sotto Simeone I di Bulgaria

Impero bulgaro (in bulgaro Българско царство?) è un termine usato per descrivere due periodi della storia medievale della Bulgaria, durante i quali svolse un ruolo chiave in Europa e in particolare nell'Europa sudorientale, spesso come rivale dell'Impero bizantino. I due imperi bulgari non vanno considerati come due entità separate, ma piuttosto come uno Stato successivamente restaurato dopo un periodo di controllo bizantino sul territorio.

## Primo impero bulgaro
Il Primo Impero bulgaro venne consolidato dopo i risultati ottenuti dall'espansione della Grande Antica Bulgaria a sud del Danubio. È normalmente descritto come esistente dal 681 (quando la sua esistenza venne riconosciuta dall'impero bizantino tramite un trattato di pace) e il 1018, quando venne assoggettato dagli stessi bizantini. Questo Stato raggiunse gradualmente il suo apogeo culturale e territoriale nel IX secolo e all'inizio del X secolo sotto Boris I e Simeone I di Bulgaria, quando divenne il centro culturale e letterario della cultura slava europeo e uno dei più grandi stati del vecchio continente.

## Secondo impero bulgaro
Lo Stato bulgaro medievale venne restaurato come Secondo impero bulgaro dopo l'insurrezione andata a buon fine di due nobili di Tărnovo, Asen e Peter, nel 1185, e restò in auge fino alla conquista subita ad opera degli Ottomani durante l'invasione dei Balcani alla fine del XIV secolo. La data convenzionale della capitolazione bulgara è fissata normalmente nel 1396 (anche se l'ultimo possedimento bulgaro a cadere nelle mani turche fu Sozopol nel 1453). Sotto Ivan Asen II, all'inizio del XIII secolo recuperò gran parte della sua precedente potenza, anche se questo potere non durò a lungo a causa dei problemi interni e delle invasioni di popolazioni straniere.

## Mappe

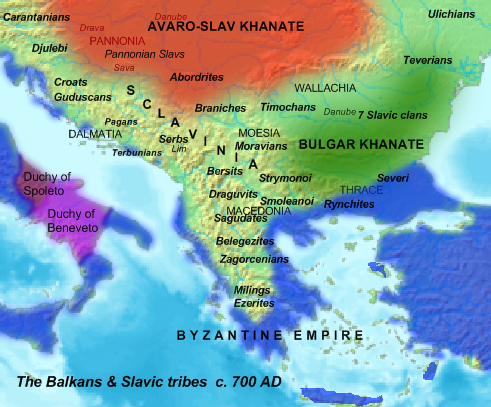
La Bulgaria dopo la sua fondazione, nel 681
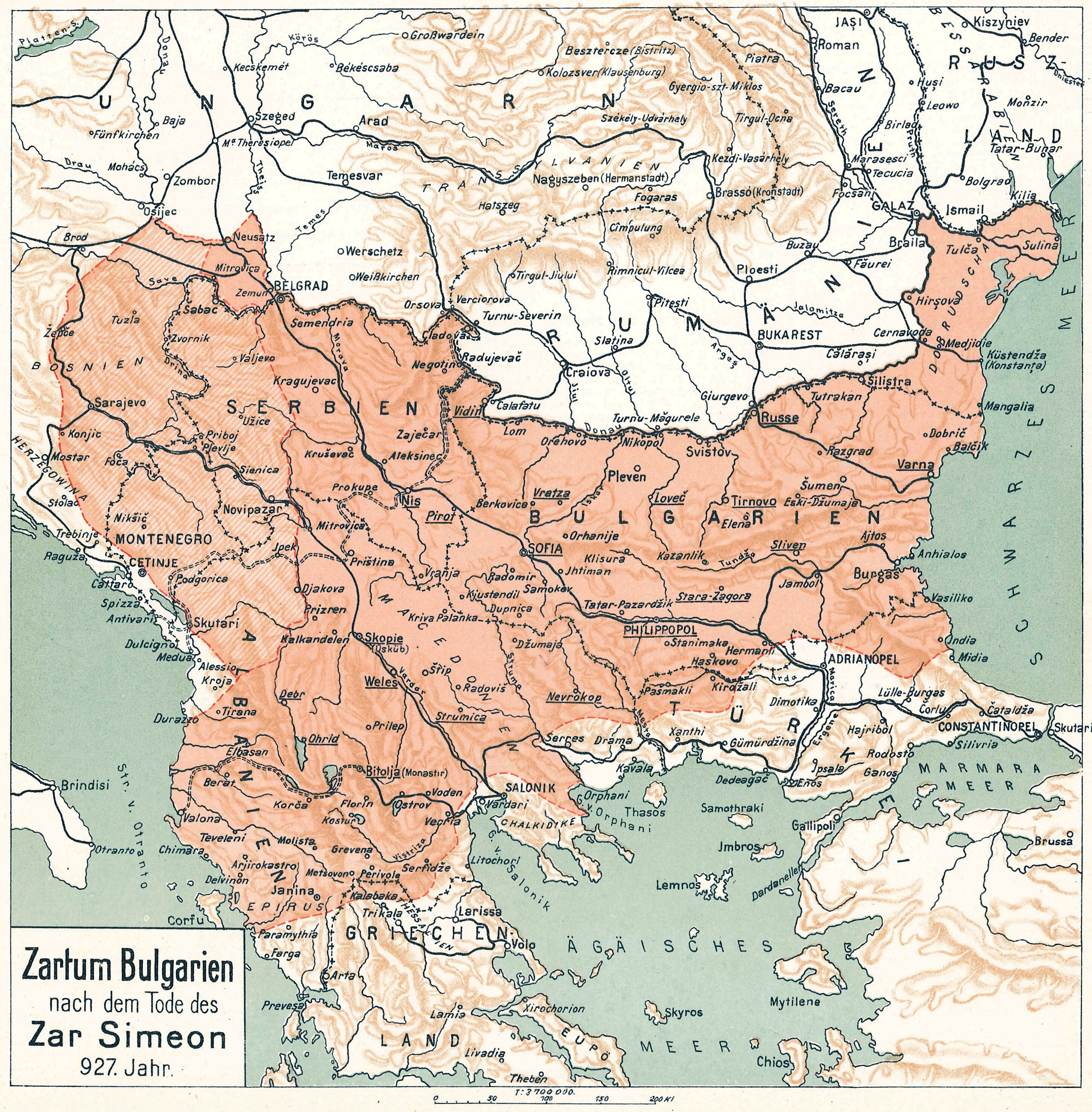
Cartina della Bulgaria durante le sue estensioni territoriali sotto Simeone I il Grande
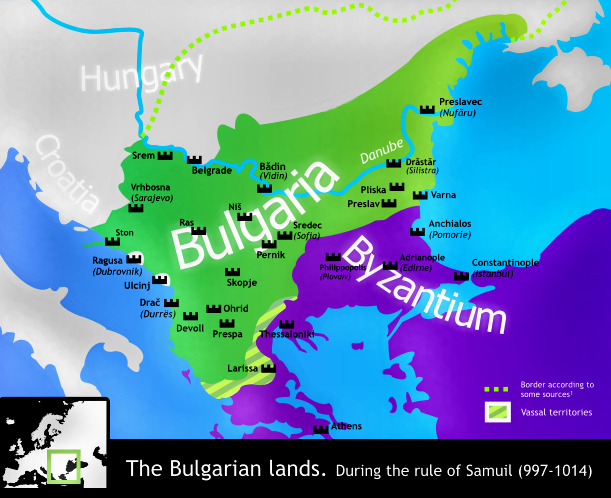
Mappa della Bulgaria durante il regno di Samuel
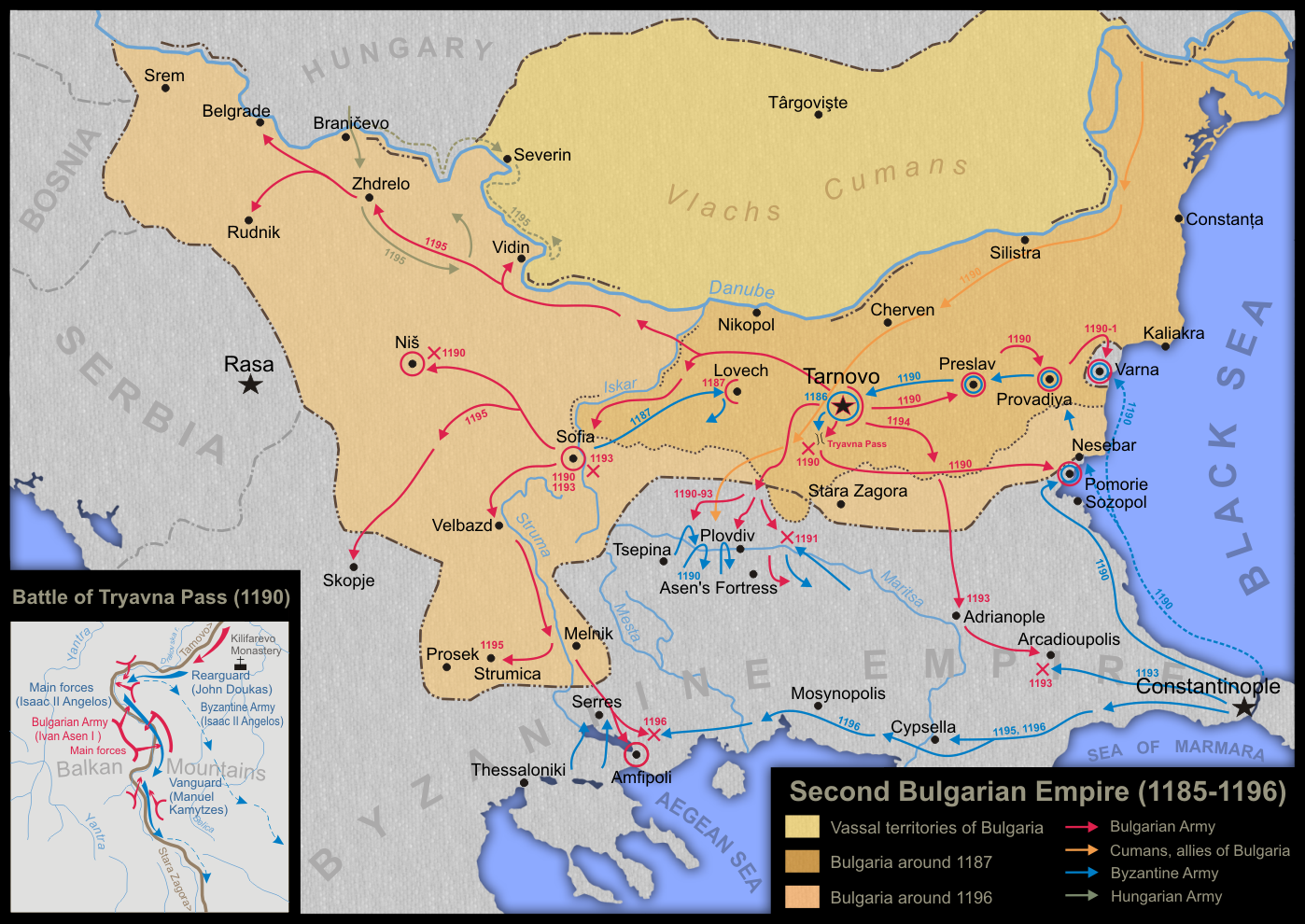
La Bulgaria durante il regno dei fratelli Peter e Asen
Il primo impero bulgaro sotto Ivan Asen II